# Рецептор фактора роста фибробластов 1
Рецептор фактора роста фибробластов 1 (англ. Fibroblast growth factor receptor 1, FGFR1) — мембранный белок, рецептор из семейства рецепторов фактора роста фибробластов. Мутации белка приводят к развитию синдрома Пфайффера.. Продукт гена человека FGFR1.

## Белок

### Рецептор
FGFR1 является одним из рецепторов семейства рецепторов фактора роста фибробластов, в который также входят FGFR2, FGFR3, FGFR4, and FGFRL1. Все они относятся к тирозинкиназным рецептормам. Рецептор включает внеклеточный сегмент из 3 иммуноглобулино-подобных доменов, которые связывают лиганд, т.е. фактор роста фибробластов (FGF), единственный трансмембранный фрагмент и цитоплазматический тирозинкиназный домен. При связывании FGF рецептор димеризуется с любым другим рецептором этого семейства (FGFR1-4) и фосфолирирует тирозиновый остаток партнёра. К такому фосфорилированному рецептору присоединяются цитозольные белки FRS2, PRKCG и GRB2, которые активизируют сигнальные пути, ведущие к клеточной дифферернцировке, росту, пролиферации, выживанию, миграции и другим функциональным клеточным процессам. Существует 18 факторов роста фибробластов, каждый из которых способен связываться и активизировать один или более рецепторов семейства FGFR: FGF1-FGR10 и FGF16-FGF23. Четырнадцать из них, FGF1-FGF6, FGF8, FGF10, FGF17 и FGF19-FG23 связывают и активируют FGFR1. Связывание фактора роста с FGFR1 облегчается их взаимодействием с гепаран-сульфатами, а для FGF19, FGF20 и FGR23 также с мембранным белкомКлото.

## Функции
Fgfr1 является критическим фактором сомитогенеза, образования мышечной и костной тканей, в формировании конечностей, черепа, внешнего, среднего и внутреннего уха, нервной трубки.